# Касталія
Каста́лія (грец. Κασταλία) — німфа, дочка Ахелоя; втікаючи від Аполлона, що переслідував її, перетворилася в джерело.